# Province maritime

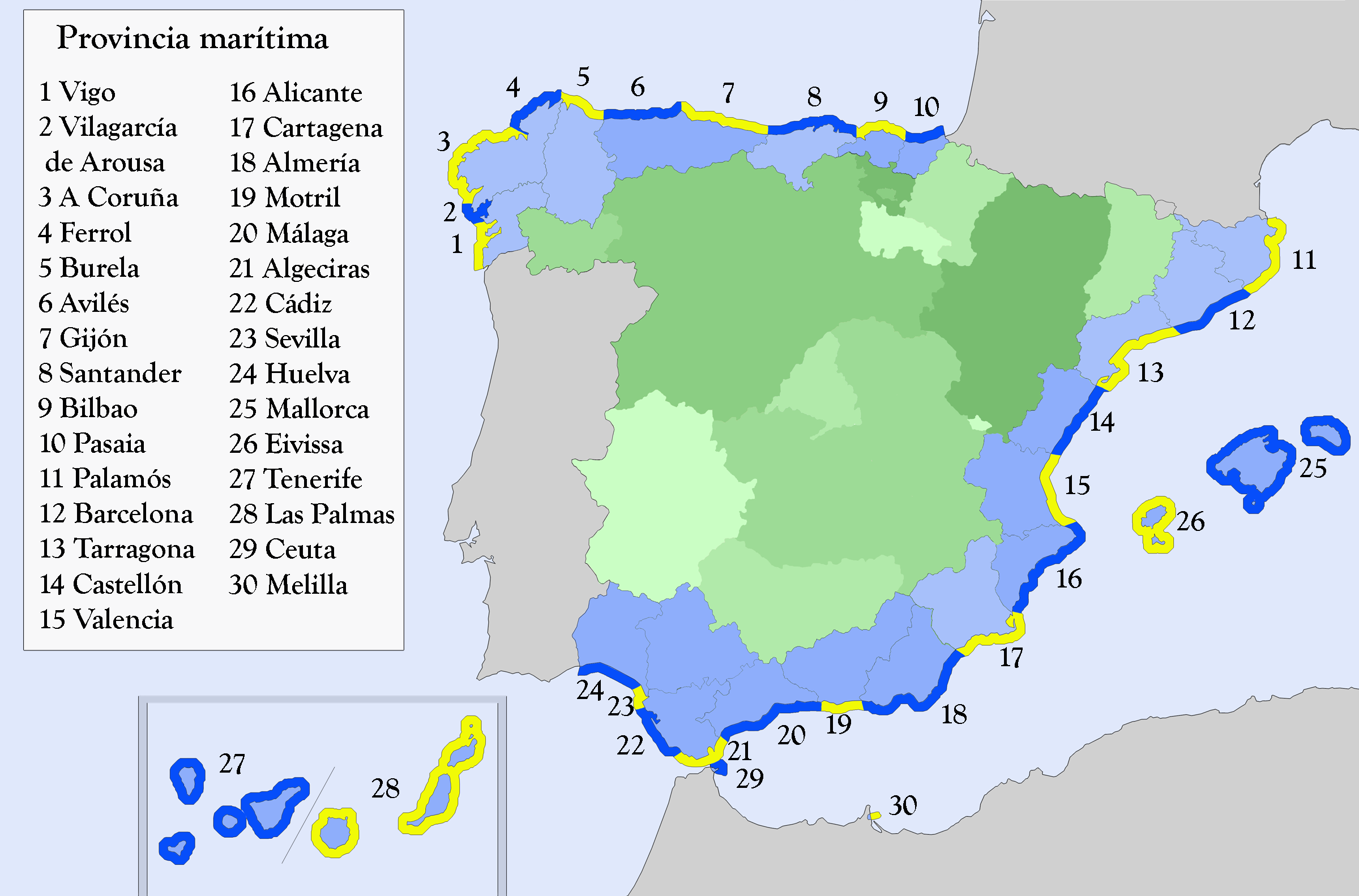
Localisation des provinces maritimes.

L'Espagne a son littoral divisé en Provinces maritimes, qui, à leur tour, sont divisées en Secteurs Maritimes.
Les provinces maritimes ont leur origine dans la Real cédula du 5 octobre 1607, par celle dont Philippe III organise l'immatriculation de la mer. Elle crée les premières provinces maritimes, dépendantes des départements de Ferrol, Cadix et Carthagène. Avec des années, son nombre, cadre géographique, et nom de chaque province, ont changé. Actuellement, la disposition finale selon de la Loi 27/1992 du 24 novembre, des Ports de l'État et de la Marine Marchande, établit que le Gouvernement, à travers le Ministère de l'Équipement, est chargée de réglementer cette division du littoral. Actuellement il y a 30 provinces maritimes, selon le décret royal 638/2007 du 18 mai.
En tête de chaque province maritime on trouve le Capitaine maritime (Capitainerie maritime), organe administratif duquel dépendent les chefs des secteurs maritimes, lesquels sont à la tête de chacun des secteurs où on subdivise la province maritime.
La Capitainerie maritime est un organe dépendant de la Direction générale de la Marine marchande, assignée au Secrétariat général des Transports du Secrétariat de l'État des Transports du Ministère de l'Équipement.
La Direction générale de la marine marchande, avec ses organes périphériques dépendants - les Capitaineries Maritimes et les Secteurs Maritimes liés à celles-ci forment ce que l'on nomme "Administration Maritime espagnole", et a assumé les compétences que lui attribue la Loi 27/1992 des Ports de l'État et de la Marine Marchande.

## Provinces maritimes d'Espagne
| Nom          | Indicatif d'immatriculation | Districts | Drapeau                     |
| ------------ | --------------------------- | --- | --------------------------- |
| Algeciras    | AL                          | Tarifa AL-1 y Algeciras AL-2.                                                                                          | Contraseña de Algeciras     |
| Alicante     | AT                          | Torrevieja, Santa Pola, Alicante, Villajoyosa, Altea et Denia.                                                         | Contraseña de Alicante      |
| Almería      | AM                          | Adra, Almería, Carboneras et Garrucha.                                                                                 | Contraseña de Almería       |
| Avilés       |                             | Avilés, San Esteban de Pravia et Luarca.                                                                               |                             |
| Barcelona    | BA                          | Villanueva y Geltrú, Barcelone et Arenys de Mar.                                                                       | Contraseña de Barcelona     |
| Bilbao       | BI                          | Ondarroa, Lekeitio, Bermeo et Bilbao.                                                                                  | Contraseña de Bilbao        |
| Burela       | LU                          | Ribadeo, Burela et Viveiro.                                                                                            | Contraseña de Burela        |
| Cadix        | CA                          | Puerto de Santa María CA-1, Cadix CA-2 y Barbate CA-3.                                                                 | Contraseña de Cádiz         |
| Carthagène   | CT                          | Águilas CT-2, Mazarrón CT-3, Cartagena CT-4 y San Pedro del Pinatar CT-5.                                              | Contraseña de Cartagena     |
| Castellón    | CP                          | Burriana, Castellón de la Plana et Vinaròs.                                                                            | Contraseña de Castellón     |
| Ceuta        | CU                          | Ceuta CU-1. | Contraseña de Ceuta         |
| La Corogne   | CO                          | Sada, La Corogne, Corme Porto, Camariñas, Corcubión, Muros et Noia.                                                    | Contraseña de La Coruña     |
| Ferrol       | FE                          | Cariño , Cedeira et Ferrol.                                                                                            | Contraseña de Ferrol        |
| Gijón        | GI                          | Llanes GI-1, Ribadesella GI-2, Lastres GI-3, Gijón GI-4 y Luanco GI-5.                                                 | Contraseña de Gijón         |
| Grenade      | GR                          | Motril GR-1. | Contraseña de Granada       |
| Huelva       | HU                          | Ayamonte HU-1, Isla Cristina HU-2 y Huelva HU-3.                                                                       | Contraseña de Huelva        |
| Ibiza        | IB                          | Ibiza, San Antonio Abad et Formentera.                                                                                 | Contraseña de Ibiza         |
| Gran Canaria | GC                          | Las Palmas de Gran Canaria, Arrecife et Puerto del Rosario.                                                            | Contraseña de Las Palmas    |
| Málaga       | MA                          | Estepona MA-1, Marbella MA-2, Fuengirola MA-3, Malaga MA-4 y Vélez-Málaga MA-5.                                        | Contraseña de Málaga        |
| Majorque     | PM                          | Palma de Mallorca PM-1, Alcudia PM-2, Mahón PM-3 y Ciudadela PM-4.                                                     | Contraseña de Mallorca      |
| Melilla      | MLL                         | Melilla MLL-1. | Contraseña de Melilla       |
| Palamós      | PG                          | Blanes, Palamós et Rosas.                                                                                              | Contraseña de Palamós       |
| Pasaia       | SS                          | Fontarrabie, Pasaia et Getaria.                                                                                        | Contraseña de Pasajes       |
| Santander    | ST                          | Castro Urdiales ST-1, Laredo ST-2, Santoña ST-3, Santander ST-4, Requejada ST-5 y San Vicente de la Barquera ST-6.     | Contraseña de Santander     |
| Séville      | SE                          | Sanlúcar de Barrameda et Séville.                                                                                      | Contraseña de Sevilla       |
| Tarragone    | TA                          | San Carlos de la Rápita et Tarragone.                                                                                  | Contraseña de Tarragone     |
| Ténérife     | TE                          | Santa Cruz de Tenerife, Los Cristianos, Santa Cruz de La Palma, San Sebastián de la Gomera et El Hierro.               | Contraseña de Tenerife      |
| Valence      | VA                          | Gandia, Valence et Sagonte.                                                                                            | Drapeau maritime de Valence |
| Vigo         | VI                          | Portonovo (Sanxenxo) VI-1, Marín VI-2, Bueu VI-3, Cangas VI-4, Redondela VI-5, Vigo VI-6, Baiona VI-7 y A Guarda VI-8. | Contraseña de Vigo          |
| Villagarcía  | VILL                        | Ribeira,VILL-1 A Pobra do Caramiñal VILL-2, Vilagarcía de Arousa VILL-3, Cambados VILL-5 y O Grove VILL-4.             | Contraseña de Villagarcía   |

## Provinces historiques

Ifni-Sahara
Maó (MH)